# Chef de l'opposition officielle (Nouvelle-Écosse)
Pour les articles homonymes, voir Chef de l'opposition officielle.
Le chef de l'opposition est, en Nouvelle-Écosse, le député qui dirige le parti politique reconnu comme l'opposition officielle de l'Assemblée législative de la Nouvelle-Écosse. Ce statut revient généralement au chef du deuxième parti de l'Assemblée.
Claudia Chender, l'actuelle cheffe du Nouveau Parti démocratique de la Nouvelle-Écosse, est la cheffe de l'opposition officielle de la Nouvelle-Écosse.

## Chefs de l'opposition de la colonie de la Nouvelle-Écosse (1848-1867)
- Parti conservateur
- Parti libéral

| Chef de l'opposition | Chef de l'opposition | Chef de l'opposition   | Parti        | Début | Fin  |
| -------------------- | -------------------- | ---------------------- | ------------ | ----- | ---- |
|                      |                      | James W. Johnston      | Conservateur | 1848  | 1857 |
|                      |                      | William Young          | Libéral      | 1857  | 1860 |
|                      |                      | James W. Johnston      | Conservateur | 1860  | 1864 |
|                      |                      | Adams George Archibald | Libéral      | 1864  | 1867 |

## Chefs de l'opposition de la Province de la Nouvelle-Écosse depuis la Confédération (1867)
- Parti conservateur / Parti progressiste-conservateur
- Parti libéral
- Nouveau Parti démocratique
- CCF

| Chef de l'opposition | Chef de l'opposition | Chef de l'opposition                                                      | Parti                                                  | Début | Fin      |
| -------------------- | -------------------- | ------------------------------------------------------------------------- | ------------------------------------------------------ | ----- | -------- |
|                      |                      | Hiram Blanchard                                                           | Libéral conservateur                                   | 1867  | 1874     |
|                      |                      | Simon Hugh Holmes                                                         | Conservateur                                           | 1875  | 1878     |
|                      |                      | N/A                                                                       | Libéral                                                | 1879  | 1882     |
|                      |                      | Adam C. Bell                                                              | Libéral conservateur                                   | 1883  | 1886     |
|                      |                      | William McKay                                                             | Libéral conservateur                                   | 1887  | 1890     |
|                      |                      | Charles Hazlitt Cahan                                                     | Libéral conservateur                                   | 1891  | 1894     |
|                      |                      | William McKay                                                             | Libéral conservateur                                   | 1895  | 1897     |
|                      |                      | Charles S. Wilcox                                                         | Libéral conservateur                                   | 1898  | 1901     |
|                      |                      | Charles E. Tanner                                                         | Libéral conservateur                                   | 1902  | 1908     |
|                      |                      | Charles S. Wilcox                                                         | Libéral conservateur                                   | 1909  | 1909     |
|                      |                      | John M. Baillie                                                           | Libéral conservateur                                   | 1910  | 1911     |
|                      |                      | Charles E. Tanner                                                         | Libéral conservateur                                   | 1912  | 1916     |
|                      |                      | William L. Hall                                                           | Libéral conservateur                                   | 1917  | 1920     |
|                      |                      | Daniel George McKenzie                                                    | Fermiers unis / Travail                                | 1921  | 1925     |
|                      |                      | William Chisholm                                                          | Libéral                                                | 1926  | 1930     |
|                      |                      | Alexander Stirling MacMillan                                              | Libéral                                                | 1931  | 1933     |
|                      |                      | Gordon Sidney Harrington                                                  | Conservateur                                           | 1934  | 1937     |
|                      |                      | Percy Chapman Black                                                       | Conservateur                                           | 1938  | 1939     |
|                      |                      | Frederick Murray Blois                                                    | Conservateur                                           | 1940  | 1940     |
|                      |                      | Leonard William Fraser                                                    | Conservateur                                           | 1941  | 1941     |
|                      |                      | Frederick Murray Blois                                                    | Conservateur                                           | 1942  | 1945     |
|                      |                      | Russell Cunningham                                                        | CCF                                                    | 1946  | 1949     |
|                      |                      | Robert Stanfield                                                          | Progressiste-conservateur                              | 1950  | 1956     |
|                      |                      | Henry Hicks                                                               | Libéral                                                | 1957  | 1960     |
|                      |                      | Earl Wallace Urquhart                                                     | Libéral                                                | 1961  | 1963     |
|                      |                      | Peter M. Nicholson                                                        | Libéral                                                | 1964  | 1967     |
|                      |                      | Gerald Regan                                                              | Libéral                                                | 1968  | 1970     |
|                      |                      | George Isaac Smith                                                        | Progressiste-conservateur                              | 1970  | 1971     |
|                      |                      | John Buchanan                                                             | Progressiste-conservateur                              | 1971  | 1978     |
|                      |                      | Gerald Regan                                                              | Libéral                                                | 1978  | 1979     |
|                      |                      | Benoit Comeau                                                             | Libéral                                                | 1980  | 1980     |
|                      |                      | Sandy Cameron                                                             | Libéral                                                | 1980  | 1984     |
|                      |                      | Vince MacLean                                                             | Libéral                                                | 1985  | 1985     |
|                      |                      | Bill Gillis                                                               | Libéral                                                | 1985  | 1986     |
|                      |                      | Vince MacLean                                                             | Libéral                                                | 1986  | 1992     |
|                      |                      | Bill Gillis                                                               | Libéral                                                | 1992  | 1993     |
|                      |                      | Terry Donahoe                                                             | Progressiste-conservateur                              | 1993  | 1995     |
|                      |                      | John Hamm                                                                 | Progressiste-conservateur                              | 1995  | 1998     |
|                      |                      | Robert Chisholm                                                           | Nouveau Parti démocratique                             | 1998  | 1999     |
|                      |                      | Robert Chisholm (NPD), Russel MacLellan (Libéral), Wayne Gaudet (Libéral) | Responsabilités partagées entre les Libéraux et le NPD | 1999  | 2001     |
|                      |                      | John MacDonell                                                            | Nouveau Parti démocratique                             | 2001  | 2001     |
|                      |                      | Darrell Dexter                                                            | Nouveau Parti démocratique                             | 2001  | 2009     |
|                      |                      | Stephen McNeil                                                            | Libéral                                                | 2009  | 2013     |
|                      |                      | Jamie Baillie                                                             | Progressiste-conservateur                              | 2013  | 2018     |
|                      |                      | Karla MacFarlane                                                          | Progressiste-conservateur                              | 2018  | 2018     |
|                      |                      | Tim Houston                                                               | Progressiste-conservateur                              | 2018  | 2021     |
|                      |                      | Iain Rankin                                                               | Libéral                                                | 2021  | 2022     |
|                      |                      | Zach Churchill                                                            | Libéral                                                | 2022  | 2024     |
|                      |                      | Claudia Chender                                                           | Nouveau Parti démocratique                             | 2024  | En cours |